# 回:Labyrinth
回:Labyrinth là mini album thứ tám của nhóm nhạc nữ Hàn Quốc GFriend. Nó được phát hành vào ngày 3 tháng 2 năm 2020, thông qua Source Music và được phân phối bởi Kakao M. Album có 3 phiên bản khác nhau, bao gồm Crossroads, Room và Twisted. Nó có tổng cộng 6 bài hát với "Crossroads" là bài hát chủ đề. Đây là lần trở lại đầu tiên của GFriend sau khi Big Hit Entertainment (hiện nay là Hybe Corporation) mua lại Source Music vào năm 2019, và đánh dấu sự trở lại của nhóm sau 7 tháng kể từ Fever Season. Về mặt âm nhạc, đây là một album nhạc K-pop với nhiều phong cách và thể loại khác nhau, bao gồm synth-pop, EDM và rock. Về mặt thương mại, mini album đã đứng đầu bảng xếp hạng Gaon Album Chart sau khi phát hành. GFriend đã quảng bá album bằng các buổi biểu diễn trực tiếp trên các chương trình âm nhạc của Hàn Quốc và đã giành được tổng cộng 7 giải thưởng từ các chương trình âm nhạc.

## Bối cảnh và phát hành

Logo quảng bá cho 回:Labyrinth.

Vào ngày 16 tháng 1, truyền thông đã đưa tin rằng GFriend sẽ trở lại vào đầu tháng 2 với mini album mang tên 回:Labyrinth. Nó đánh dấu sự trở lại đầu tiên của nhóm sau khi Big Hit Entertainment mua lại Source Music vào năm 2019. Vào ngày 20 tháng 1, GFriend đã công bố lịch trình trở lại thông qua tài khoản Twitter chính thức của nhóm, bao gồm lịch trình phát hành nội dung cho 回:Labyrinth. Lịch trình lần lượt hiển thị ngày phát hành danh sách bài hát, hình ảnh khái niệm, đoạn giới thiệu, phân đoạn nổi bật và video âm nhạc. Đơn đặt hàng trước cho mini album bắt đầu vào cùng ngày. Vào ngày 21 tháng 1, nhóm đã phát hành một đoạn phim giới thiệu mang tên "A Tale of the Glass Bead: Previous Story" thông qua kênh YouTube chính thức của Big Hit Entertainment. Đoạn giới thiệu là video tổng hợp các bài hát chủ đề từ các bản phát hành trước đây của GFriend. Đoạn phim bắt đầu với những cảnh quay trong video âm nhạc của "Love Whisper" được phát hành vào năm 2017 và các câu chuyện xen kẽ giữa "Glass Bead" và "Fingertip". Thông qua đoạn giới thiệu, GFriend đã công bố sự khởi đầu của một câu chuyện âm nhạc phát triển toàn diện dựa trên câu chuyện kể. Danh sách các bài hát của album đã được công bố vào ngày 22 tháng 1. Từ ngày 27 tháng 1 đến ngày 29 tháng 1, nhóm đã phát hành 3 phiên bản hình ảnh khái niệm khác nhau. Vào ngày 30 tháng 1, nhóm đã công bố trailer chính thức của video âm nhạc cho bài hát chủ đề "Crossroads". Vào ngày 31 tháng 1, Big Hit Entertainment đã phát hành một video "Highlight Medley" trên YouTube, chứa đựng những điểm nổi bật của các bài hát trong album. Mini album đã được phát hành vào ngày 3 tháng 2 dưới dạng CD và kỹ thuật số. Nó được phát hành 7 tháng sau kể từ sản phẩm trước đó của nhóm, Fever Season. Một video âm nhạc kèm theo cho bài hát chủ đề "Crossroads" đã được phát hành cùng với việc phát hành album. Nó thể hiện "những thăng trầm của mối quan hệ giữa 6 thành viên của GFriend khi các lựa chọn được đưa ra." Video âm nhạc thể hiện hình ảnh xúc động và đặc trưng cho 6 thành viên cố gắng tìm và sửa chữa mối quan hệ của họ với nhau. Không có bất kỳ phân cảnh vũ đạo nào trong video âm nhạc nhằm nhấn mạnh vào việc kể chuyện. Nó tiếp nối câu chuyện từ các video âm nhạc trước đây của nhóm như "Fingertip" và "Time for the Moon Night" bằng cách giới thiệu Eunha như nhân vật chính bị bỏ rơi trong nỗ lực đoàn tụ với những người còn lại trong nhóm và ám chỉ chủ đề gián đoạn của những con bướm tỏa sáng rực rỡ. Vào ngày 12 tháng 2, một đoạn phim đặc biệt cho bài hát "Labyrinth" đã được đăng tải trên kênh YouTube của 1theK Originals.
Vào ngày phát hành, nhóm đã tổ chức một buổi showcase để quảng bá album tại Yes24 Live Hall ở Gwangjin-gu, Seoul được phát sóng trực tiếp trên kênh V Live của Naver. Tuy nhiên, showcase đã bị hủy bỏ vì lo ngại về sự lan rộng của đại dịch COVID-19, vé xem của những người mua đã được hoàn lại. Nhóm đã quảng bá album với các màn trình diễn của "Crossroads" và "Labirinth" trên các chương trình âm nhạc khác nhau bắt đầu với M Countdown của Mnet vào ngày 7 tháng 2. Nhóm cũng quảng bá các bài hát trên Music Bank của KBS và Inkigayo của SBS. Vào ngày 11 tháng 2, bài hát chủ đề đã giành được giải thưởng đầu tiên tại The Show của SBS MTV, đánh dấu chiến thắng lần thứ 60 của nhóm trên các chương trình âm nhạc Hàn Quốc kể từ khi ra mắt. Trong tuần cuối cùng của đợt quảng bá album, nhóm đã biểu diễn bài hát "Labyrinth" thay vì bài hát chủ đề "Crossroads" và kết thúc đợt quảng bá với 7 chiến thắng trên chương trình âm nhạc. Vào ngày 23 tháng 2, ngày cuối cùng quảng bá album, GFriend đã hủy bỏ sự kiện kí tặng fan vào phút cuối do sự bùng phát của đại dịch COVID-19 tại Hàn Quốc.

## Phong cách nghệ thuật
GFriend đã phát hành 3 phiên bản cho 回:Labyrinth bao gồm "Crossroads", "Room" và "Twisted", mỗi phiên bản chứa một hình ảnh khái niệm khác nhau. Bức ảnh đầu tiên của "Crossroads" cho thấy các thành viên đứng trên giao lộ của một đường ray xe lửa nứt nẻ, nhìn chằm chằm với những khuôn mặt vô cảm. Trong một bức ảnh khác, các thành viên đang nhìn nhau, trong bối cảnh một cánh đồng sậy rộng lớn. Phiên bản "Crossroads" thể hiện một bầu không khí mơ hồ và cô đơn. Bức ảnh đầu tiên của phiên bản "Room" tiếp tục cho thấy các thành viên đang nhìn vào ống kính với khuôn mặt vô cảm, trong luồn ánh sáng mặt trời được chiếu qua cửa sổ. Bức ảnh thứ hai cho thấy các thành viên quanh quần cùng nhau nhưng lại tham gia vào những suy nghĩ và hành động khác nhau. Phiên bản "Room" mang đến một bầu không khí thư giãn nhưng lại thờ ơ. Bức ảnh đầu tiên của phiên bản "Twisted" cho thấy các thành viên mặc cùng một chiếc váy màu trắng, bị vướng vào nhau bởi những sợi chỉ màu sắc trong khi bức ảnh thứ hai thấy họ nhắm mắt trong cùng một tư thế. Phiên bản "Twisted" thể hiện một bầu không khí yên tĩnh và tựa như một giấc mơ.

## Sản xuất và sáng tác
Mini album có tổng cộng 6 bài hát. Các nhà sản xuất nội bộ của Big Hit Entertainment như Adora và Frants, cũng như CEO Bang Si-hyuk đã tham gia viết lời và tham gia quá trình sáng tạo tổng thể của mini album. "Labyrinth" là một bài hát EDM và rock với âm thanh guitar bị bóp méo, bao gồm hòa âm. Lời bài hát được viết bởi "hitman" bang, Cho Yoon-kyung, Noh Joo-hwan, Adora và Sophia Pae. Bài hát chủ đề "Crossroads" là một bài hát synth-pop với nhịp điệu nhạc pop những năm 80 và nhịp điệu nhảy. Nó có âm thanh của tiếng đàn dây và giai điệu mạnh mẽ. Bài hát được viết bởi Noh Joo-hwan và được sản xuất bởi Lee Won-jong và Noh Joo-hwan. Lời bài hát có giai điệu u sầu trong đó cả nhóm hát về "một cô gái đứng ở ngã tư, đắn đo không biết nên ở lại hay tiến về phía trước trong quá trình trưởng thành." "Eclipse" là một bài hát nhạc pop "mới mẻ" với ảnh hưởng của âm nhạc tango và chứa các dây glissandos. "Here We Are" là một bài hát đầy cảm xúc với hợp âm J-pop nhẹ nhàng. Bài hát được viết và sản xuất bởi Jeong Ho-hyun. "Dreamcatcher" là một bài hát synth-pop với nhịp điệu mới mẻ và các rãnh R&B được thêm vào để tăng thêm bầu không khí tối tăm của nó. "From Me" là một bản acoustic chân thành thể hiện giọng hát "điềm tĩnh và độc đáo" của nhóm. Bài hát được viết bởi Noh Joo-hwan, Jeina Choi và "hitman" bang.

## Đánh giá chuyên môn
| Đánh giá chuyên môn | Đánh giá chuyên môn |
| Nguồn đánh giá      | Nguồn đánh giá      |
| Nguồn               | Đánh giá            |
| ------------------- | ------------------- |
| IZM                 | [ 36 ]              |

Tamar Herman từ Billboard đã mô tả bài hát chủ đề "Crossroads" là một bài hát synth-pop và nó chính là giai điệu của GFriend. Hwang Sun-up từ IZM đã so sánh âm nhạc của nhóm với nền âm nhạc Hàn Quốc, nói rằng "K-pop đã trở thành một hiện tượng toàn cầu và các công ty luôn tìm kiếm các nhạc sĩ quốc tế để tạo ra những âm thanh theo xu hướng. Tuy nhiên, GFriend là một ngoại lệ". Ông nói thêm rằng "[nhóm] đã ổn định được bản sắc độc đáo của riêng mình, so với bất kỳ nhóm nhạc nào khác.

## Tác động thương mại
Về mặt thương mại, bài hát chủ đề "Crossroads" đã đạt vị trí số 1 trên 3 bảng xếp hạng chính của Hàn Quốc, chẳng hạn như Bugs, Soribada, Vibe và trên khắp thế giới. Trên toàn thế giới, album đã đạt vị trí số 1 trên iTunes tại 13 quốc gia và trên toàn quốc và bán được 29,000 bản trong ngày đầu tiên của Hanteo, cũng như phá vỡ kỷ lục của nhóm với 54,000 bản tại Hàn Quốc trong tuần đầu tiên, vượt qua kỷ lục của mini album trước đó của nhóm, Fever Season. Trên bảng xếp hạng chính của Hàn Quốc, Gaon Album Chart, 回:Labyrinth ra mắt ở vị trí số 1, trở thành lần ra mắt ở vị trí số 1 thứ tư của nhóm.

## Danh sách bài hát
| STT              | Nhan đề                                                                                | Phổ lời                                                   | Phổ nhạc                                                                              | Sản xuất                                       | Thời lượng |
| ---------------- | -------------------------------------------------------------------------------------- | --------------------------------------------------------- | ------------------------------------------------------------------------------------- | ---------------------------------------------- | ---------- |
| 1.               | "Labyrinth"                                                                            | "hitman" bang Jo Yoon-kyung Noh Joo-hwan Adora Sophia Pae | Noh Joo-hwan Lee Won-jong Kim Jung-woo Fransts Sophia Pae Carlos K. Adora Kim Yoonseo | Noh Joo-hwan Lee Won-jong Kim Jung-woo Fransts | 3:21       |
| 2.               | "Crossroads" (교차로; gyocharo)                                                        | Noh Joo-hwan                                              | Noh Joo-hwan Lee Won-jong                                                             | Noh Joo-hwan Lee Won-jong                      | 3:23       |
| 3.               | "Here We Are"                                                                          | Jeong Ho-hyun (e.one)                                     | Jeong Ho-hyun (e.one)                                                                 | Jeong Ho-hyun (e.one)                          | 3:27       |
| 4.               | "Eclipse" (지금 만나러 갑니다; jigeum mannareo gabnida: lit.I'm going to meet you now) | Score (13) Megatone (13) Door (13)                        | Score (13) Megatone (13) Door (13)                                                    | Score (13) Megatone (13)                       | 3:25       |
| 5.               | "Dreamcatcher"                                                                         | Kim Yeon-seo minGtion Dvwn                                | Kim Yeon-seo minGtion                                                                 | minGtion                                       | 3:18       |
| 6.               | "From Me"                                                                              | Noh Joo-hwan Jeina Choi "hitman" bang                     | Noh Joo-hwan Lee Won-jong                                                             | Noh Joo-hwan Lee Won-jong                      | 3:41       |
| Tổng thời lượng: | Tổng thời lượng:                                                                       | Tổng thời lượng:                                          | Tổng thời lượng:                                                                      | Tổng thời lượng:                               | 20:35      |

## Bảng xếp hạng
| Bảng xếp hạng (2020)    | Vị trí cao nhất |
| ----------------------- | --------------- |
| Album Nhật Bản (Oricon) | 43              |
| Album Hàn Quốc (Gaon)   | 1               |

| Bảng xếp hạng (tháng 2 năm 2020) | Vị trí |
| -------------------------------- | ------ |
| Album Hàn Quốc (Gaon)            | 4      |

## Giải thưởng
| Tên bài hát  | Tên chương trình | Kênh      | Ngày phát sóng   | Nguồn  |
| ------------ | ---------------- | --------- | ---------------- | ------ |
| "Crossroads" | The Show         | SBS MTV   | 11 tháng 2, 2020 | [ 42 ] |
| "Crossroads" | The Show         | SBS MTV   | 18 tháng 2, 2020 | [ 43 ] |
| "Crossroads" | M Countdown      | Mnet      | 13 tháng 2, 2020 | [ 44 ] |
| "Crossroads" | M Countdown      | Mnet      | 20 tháng 2, 2020 | [ 45 ] |
| "Crossroads" | Music Bank       | KBS       | 14 tháng 2, 2020 | [ 46 ] |
| "Crossroads" | Inkigayo         | SBS       | 16 tháng 2, 2020 | [ 47 ] |
| "Crossroads" | Show Champion    | MBC Music | 19 tháng 2, 2020 | [ 48 ] |

## Lịch sử phát hành
| Quốc gia | Ngày            | Định dạng                          | Hãng đĩa             | Nguồn  |
| -------- | --------------- | ---------------------------------- | -------------------- | ------ |
| Toàn cầu | 2 tháng 3, 2020 | CD Tải kỹ thuật số phát trực tuyến | Source Music Kakao M | [ 49 ] |